# Bitnja vas
Bitnja vas este o localitate din comuna Mokronog - Trebelno, Slovenia, cu o populație de 41 de locuitori.